# Joy Division
Joy Division byla anglická hudební skupina založená v anglickém městě Manchester v roce 1976. Během své existence vydala dvě studiová alba Unknown Pleasures a Closer. V roce 1980 spáchal epilepsií a depresemi trpící zpěvák Ian Curtis sebevraždu. Bylo mu 23 let. Zbylí členové založili skupinu New Order.

## Historie

### 1976–1977
Skupina, jejímiž zakládajícími členy byli kytarista Bernard Sumner (alias Bernard Dickin alias Bernard Albrecht), baskytarista Peter Hook a bubeník Terry Mason, vznikla pod vlivem punkové vlny mezi lety 1976 a 1977. Původní název kapely zněl Warsaw. Existuje několik verzí o tom, jak se k začínající skupině přidal zpěvák Ian Curtis, podle nejznámější prostřednictvím inzerátu, vyvěšeného v obchodě s deskami, kde pracoval jako prodavač. Začátky skupiny byly velmi složité o jejich demo nahrávky nejevil nikdo zájem, koncerty se nedařily, navíc v roce 1977 vyšlo v Londýně album skupiny Warsaw Pakt. Výměnou na postu bubeníka – Masona nahradil Stephen Morris – a přejmenováním na Joy Division se však problémy nevyřešily. Skupina stála před rozpadem, k němuž však naštěstí nedošlo. Místo něj zkoušela, izolovaně od okolního hudebního dění. Tato sebeizolace a nepůsobení vnějších vlivů nakonec skupinu dovedla až k jejímu originálnímu soundu, který posléze definoval tzv. novou vlnu. Název Joy Division je odvozen z románu House of Dolls, jehož hlavní postavou je mladá židovská dívka, která je v koncentračním táboře přidělena do „oddílu pro radost“ – bordelu pro německé důstojníky. Díky tomuto názvu i kvůli své pódiové image (černé obleky) byli později už slavní Joy Division obviňováni z koketérie s nacismem.

### 1978
V roce 1978 se skupina objevila na několika kompilacích, z nichž nejdůležitější pocházela od nové nezávislé firmy Factory a jmenovala se prozaicky A Factory Sample. Právě od vydání tohoto sampleru se datovala spolupráce Joy Division s výtvarníkem Peterem Savillem a především producentem Martinem Hannetem.

### 1979
V roce 1979 vyšlo první album Joy Division Unknown Pleasures, které je dodnes mnoha hudebními kritiky považováno nejen za jeden z nejlepších debutů, ale dokonce za jednu z nejlepších desek v historii rockové hudby vůbec. Díky Hannetově studiové práci a již zmíněné sebeizolaci skupiny přišli Joy Division s (do té doby) zcela originálním zvukem, jemuž dominují bicí a baskytara. Kytara je upozaděna, často tvoří jen jakousi hlukovou kulisu, zároveň se ale nevzdává svých přirozených melodických partů (zvláště ve skladbách New Dawn Fades či Transmission). Vše korunuje Curtisův zpěv, který svým neopakovatelným hlubokým, temným hlasem deklamuje texty plné deprese a rezignovanosti.

### 1980
Přes obrovský úspěch prvního alba se psychický stav Iana Curtise rapidně zhoršoval. Jeho epilepsie se začala projevovat množícími se záchvaty, a to i přímo na pódiu, navíc se stupňovaly jeho deprese. Pokoušel se o sebevraždu – nejprve pobodáním, posléze předávkováním léky. Třetí sebevražedný pokus byl úspěšný. Nedlouho před vydáním druhého alba a americkým koncertním turné se Curtis 18. května 1980, po zhlédnutí filmu Stroszek režiséra Wernera Herzoga a poslechu alba Idiot od Iggyho Popa, oběsil. V červnu téhož roku vyšel singl s písní Love Will Tear Us Apart, zřejmě nejznámější a nejslavnější skladbou skupiny. V červenci pak vyšlo druhé album Closer, jehož obal zdobí romantická malba Máří Magdaléna plačící nad mrtvým Kristem. Po hudební stránce je znát velký posun. Mnoha skladbám dominují syntezátory, které často zcela nahrazují kytaru (např. Isolation). Tyto postupy posléze převzalo mnoho novoromantických skupin. Definitivní posmrtnou tečkou za aktivní činností kapely bylo dvojalbum album Still, které obsahuje záznamy z koncertů a mnoho nevydaných skladeb. V průběhu let poté vzniklo několik dalších kompilací, z nichž zřejmě nejlepší a nejúplnější je Substance z roku 1988. Písně Joy Division byly také častokrát zpracovány jako coververze mnoha hudebníky.

## Sestava
- Ian Curtis (zpěv, kytara)
- Bernard Sumner (kytara, klávesy)
- Peter Hook (basová kytara)
- Stephen Morris (bicí)

## Diskografie

### Studiová alba
- 1979: Unknown Pleasures (Factory)
- 1980: Closer (Factory)

### Výběrová alba
- 1981: Still (Factory)
- 1988: Substance (Factory)

### EP
- 1978: An Ideal for Living (Enigma)
- 1986: The Peel Sessions (Strange Fruit)
- 1987: The Peel Sessions (Strange Fruit)